# Lukova (Ukrajna)
Lukova (ukránul: Луково [Lukovo] falu Ukrajnában, Kárpátalján, a Huszti járásban. A település Bilke községhez tartozik. Lakossága a 2001-es népszámlálás idején 1558 fő volt.

## Fekvése
A Nagyszőllősi-hegység alatt, Ilosvától keletre, Bilke és Zárnya közt fekvő település.

## Története
A trianoni békeszerződés előtt Bereg vármegye Felvidéki járásához tartozott.
1930-ban egy esküvői verekedésben számosan megsebesültek és egy zárnyai fiatal meghalt.
2020-ig az Ilosvai járáshoz tartozott. A járást a 2020-as ukrajnai közigazgatási reform során megszüntették, a települést a Huszti járáshoz csatolták.

## Népessége
1910-ben 918 lakosából 138 magyar, 46 német, 734 ruszin volt. Ebből 834 görögkatolikus, 79 izraelita volt.